# 古山彰子
古山 彰子（こやま しょうこ、1988年 - ）は 日本のジャーナリストでNHK放送総局報道局国際部記者。

## 経歴
浜松聖星高等学校卒、2010年9月、同志社大学文学部英文学科卒。2011年4月1日、NHKに入局。初任地NHK広島放送局では 警察、司法、行政、原爆・ICANの取材を5年間担当し、2016年より報道局国際部に所属中。2018年夏から特派員、NHKヨーロッパ総局に所属、主に国際連合ヨーロッパ本部や欧州情勢を中心に継続的に取材中。